# Pustiměř
Pustiměř je obec ležící v okrese Vyškov v Jihomoravském kraji. Obec se nachází 5 kilometrů severně od města Vyškov na okrajových svazích Drahanské vrchoviny a přilehlé části Vyškovské brázdy, svažující se do údolí říčky Hané. Obcí protéká Pustiměřský potok, který teče do Ivanovického rybníka a dále pak do řeky Haná. Žije zde přibližně 1 900 obyvatel.
První písemná zmínka pochází z první poloviny 11. století, ale oblast byla osídlena již v mladší době kamenné. Do roku 1926 patřila k Pustiměři obec Zelená Hora, v roce 1942 se s obcí sloučily bývalé Německé Prusy, nyní Pustiměřské Prusy. Z nejvýznamnějších kulturních památek obce lze jmenovat zbytek románské rotundy sv. Pantaleona z roku 1080, kapli svaté Anny ze 14. století, Getsemanské zahrady a dominantu obce kostel svatého Benedikta z roku 1900. Dnes je Pustiměř moderní obcí s dobrou vybaveností sloužící celému mikroregionu Melicko.

## Název
Pustiměř je jednou z nejstarších doložených osad na Vyškovsku, jež byla tehdy v historických listinách nazývána jménem Pustimír (r. 1046). Název pochází s největší pravděpodobností od složeného slovanského osobního jména Pustimír, nebo naznačuje existenci nějaké starobylé významné pustiny. Koncem 19. století byla obec nazývána Pustoměř. A ještě začátkem 20. století byla na pustiměřské faře používána farní pečeť pod tímto názvem. V roce 1906 byl úředně stanoven dnešním název Pustiměř. Tehdy se naposledy uvádělo na poštovním razítku Pustomierch – Pustoměř. Farní pečeť byla změněna na Pustiměř v roce 1924.

## Historie

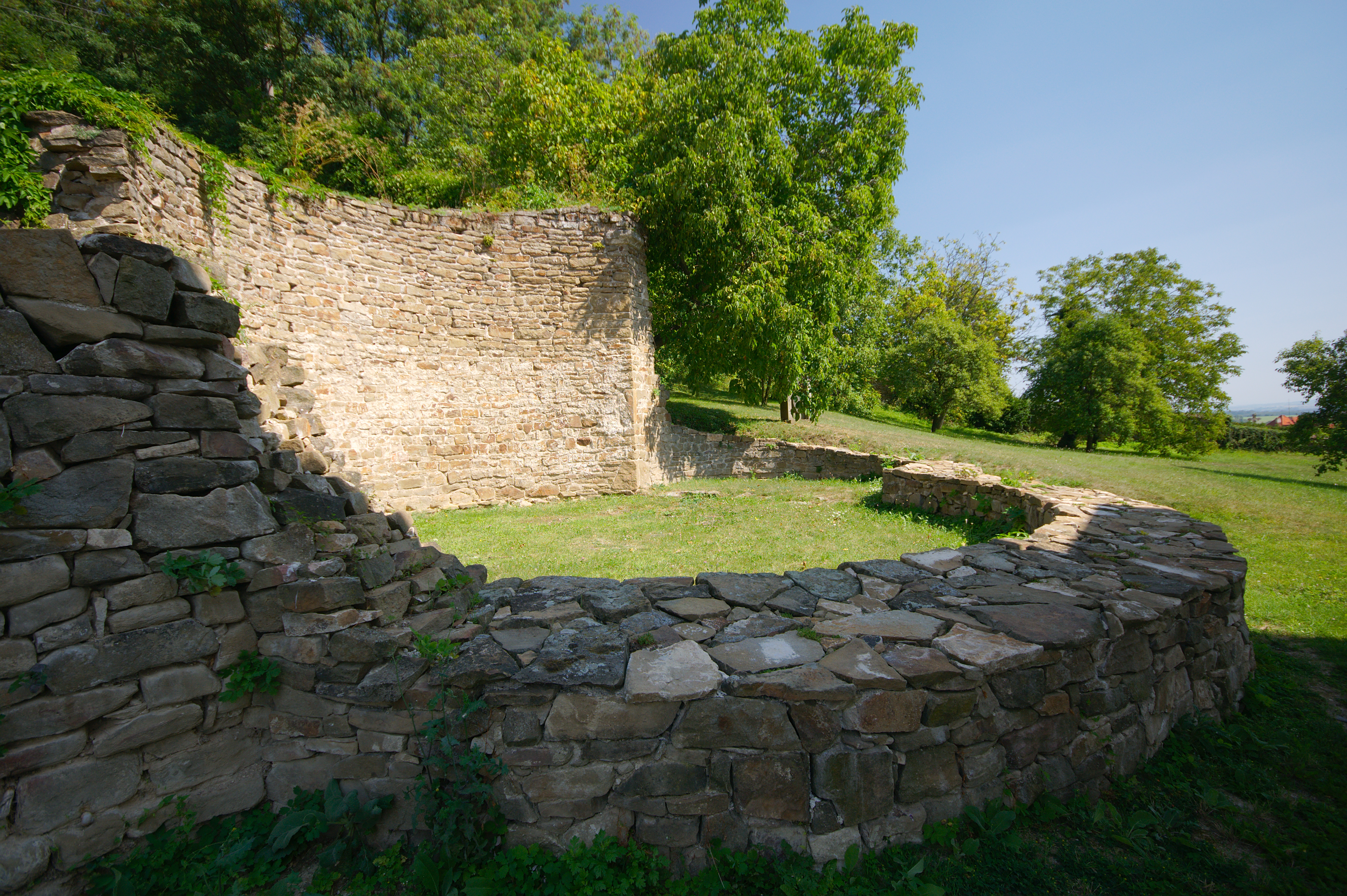
Rotunda sv. Pantaleona

K zásadnějšímu osidlování katastru Pustiměř docházelo již na počátku doby bronzové, jako hlavní centrum místní lokality se přirozeně nabízela ostrožna, dnes označovaná jako Hradisko Zelená Hora. Toto pravěké sídliště nabylo významu už v raném středověku a to hlavně díky své pozici ve středu Moravy. V období mezi 5. a 7. stoletím bylo již hradisko známo jako opevněné a leželo v blízkosti dálkové cesty, vedoucí přes Moravu až k Baltskému moři, zvané Jantarová stezka. V době před velkomoravskou říší se již Zelená Hora řadila mezi přední moravská centra, významem ji lze srovnávat s hradisky v Mikulčicích a ve Starých Zámcích u Líšně.
Hradisko neztratilo na významu ani v období Velkomoravské říše. Pro toto období lze počítat i s možností, že se Hradiskem nazýval i dřevěný nebo již kamenný kostelík, na jehož místě vznikla později románská rotunda svatého Pantaleona.
První písemná zmínka o obci pochází ze zakládací listiny staroboleslavské kapituly z roku 1046, kdy kníže Břetislav I. daroval kapitule staroboleslavské roční úrok jednu hřivnu a dva voly z pustiměřského hradu. I když tento dokument byl označen jako falzum ze 13. století, panuje shoda, že jádro falza tvoří pravá listina knížete Vratislava II. z druhé poloviny 11. století, do níž byly ve Staré Boleslavi včleněny dochované starší záznamy, které svědčily o původním obdarování této církevní instituce knížetem Břetislavem. Další, již bezpečná, zmínka pochází z roku 1232. 24. srpna 1341 je Pustiměř jmenována jako městečko.
Původně byla Pustiměř zeměpanskou vsí, která časem přešla k olomouckému biskupství. Již koncem Velkomoravské říše na katastru obce stávalo hradisko, nazývané Hrad Dolní Melice. Koncem 13. století zde byl postaven pustiměřský biskupský hrad. Oba zdejší hrady zanikly během husitských válek. Centrem všeho zdejšího dění se stal pustiměřský klášter (opatství panen benediktinek zvaného Ad infantiam Christi, tj. K dětství páně), který zde na místě kostela roku 1340 nechal postavit olomoucký biskup Jan řečený Volek. Abatyše Alžběta (+ 1347), nemanželská dcera Václava III. byla poslední prokázanou Přemyslovnou. Klášter byl zrušen v roce 1588 dekretem papeže Sixta V. a zcela zanikl. Další rozvoj zastavila Třicetiletá válka. Výraznější oživení nastalo okolo roku 1850, kdy zde začaly působit a vznikat různé spolky a v rámci změn v zemské správě si od tohoto roku volila Pustiměř vlastního starostu.

## Přírodní poměry

### Geologická stavba, reliéf a půdy
Geologicky leží obec Pustiměř převážně na navátých a mořských sedimentech, jako je hlína, písek, vápnitý jíl a štěrk. Tyto sedimenty jsou součástí kvartéru Českého masivu a Západních Karpat. Lomová oblast na sever od obce se skládá z droby a slepence, jež jsou součástí geologického regionu moravskoslezské oblasti s názvem moravskoslezské paleozoikum, které se datuje do období karbonu. V 19. a 20. století se v skalách lámala droba na dlažbu, štěrk a kamenické práce. V současnosti není ani jeden ze tří lomů v provozu. Ze zkamenělin zde byla v sedimentu nalezena přeslička.
Pustiměř se nachází na okrajových svazích Konické vrchoviny, která je součástí Drahanské vrchoviny. Též je přilehlou částí Ivanovické brány, jež je součástí Vyškovské brány, svažující se do údolí říčky Hané. Přirozenou ochranou od severu je vyvýšenina Rejhna. Rovina v Pustiměři je v nadmořské výšce 260 m n. m., ale nejvýše položené části obce sahají až do nadmořské výšky 350 m n. m.

### Vodstvo a podnebí

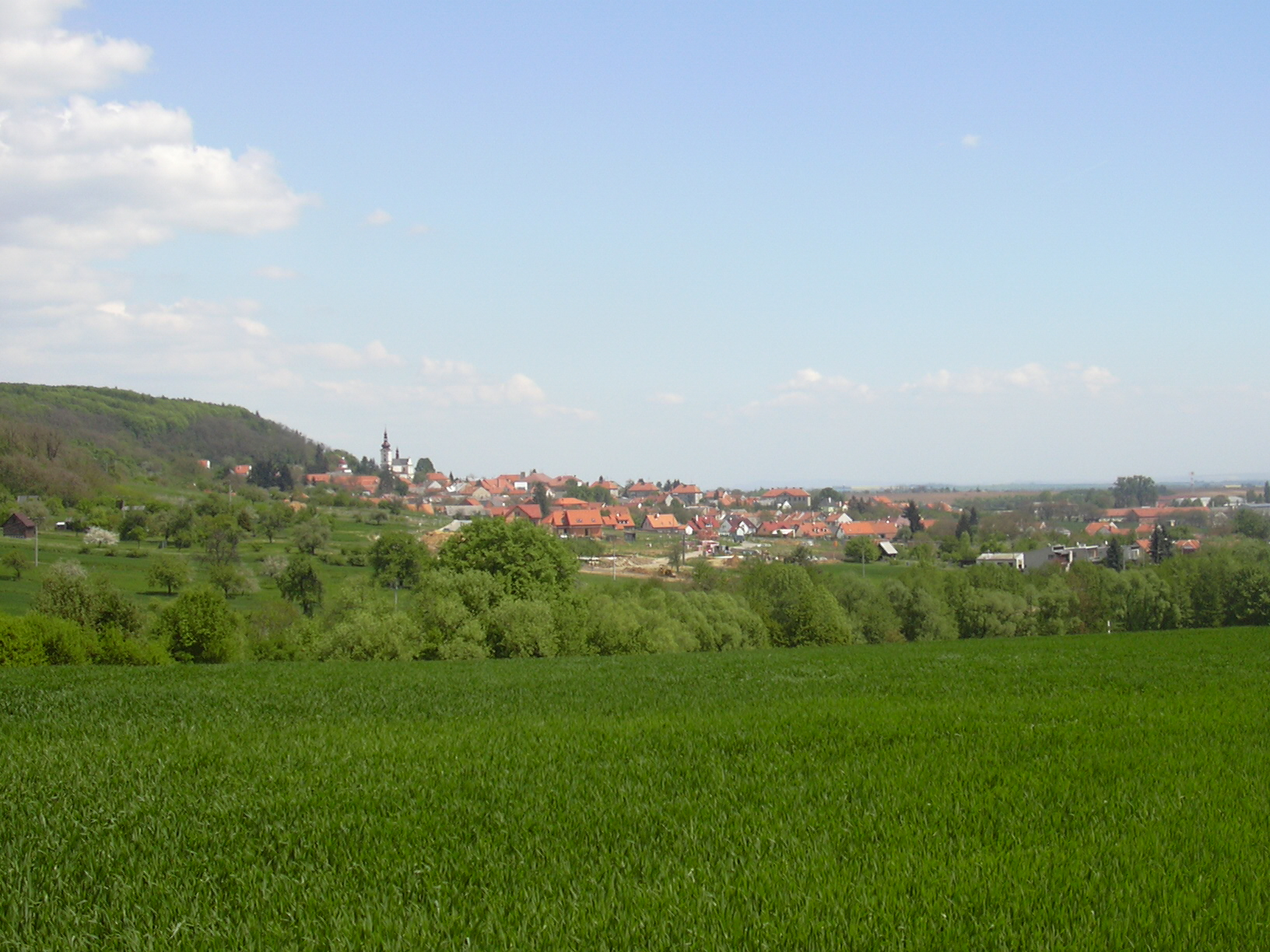
Panorama Pustiměře a okolí

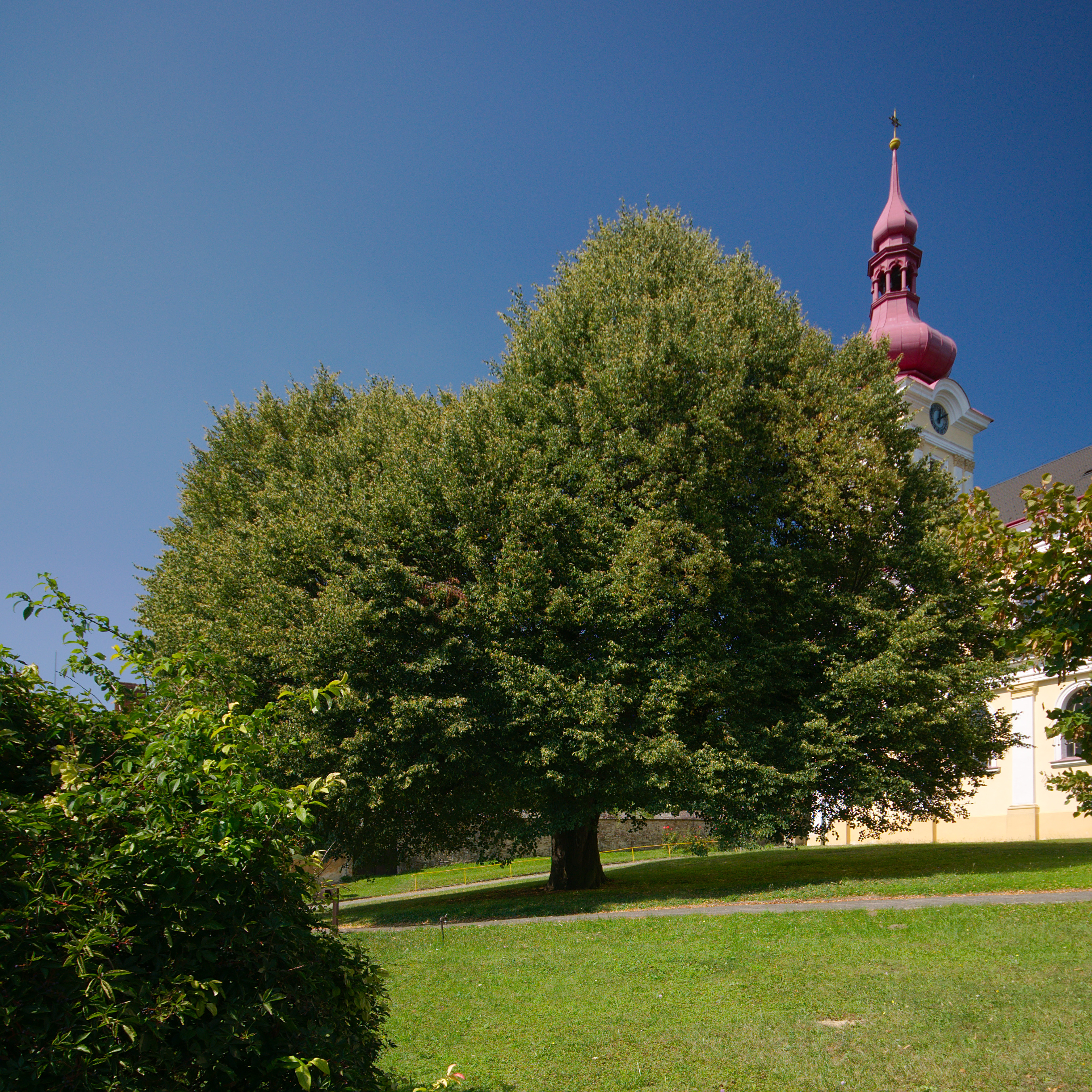
Památná lípa před kostelem (2014)

Vodstvo z pustiměřského katastru patří do úmoří Černého moře. Obcí protéká Pustiměřský potok, který teče do Ivanovického rybníka a dále pak do řeky Haná. Pustiměřský potok, pramení v lesnaté oblasti Drahanské vrchoviny severozápadně od Radslavic. Teče východním směrem kolem hradiska na Zelené Hoře, kde je zásobárnou vody pro stejnojmennou nádrž a spolu s Drysickým potokem napájí Ivanovický rybník, který je největším rybníkem v okrese Vyškov. Nejstarší dochované zprávy o rybnících na Pustiměřských statcích jsou z období založení kláštera benediktinek z roku 1344. Zmínka je v listině biskupa Jana Volka, kde biskup dosvědčuje že klášter trpí nedostatkem vody a vodních toků. Tehdy nechal spojit dva potůčky a pramen pod vinicemi v jeden tok a nasměroval jej do středu městečka. Na toku zřídil dva rybníky a nechal postavit dva mlýny. Celý tok Pustiměřského potoka západně od Chvalkovic na Hané ústí z levé strany do řeky Haná. Plocha povodí je 38,7 km² a délka toku 15,1 km.
Pustiměř se nachází v mírně teplé klimatické oblasti MT 11. (Podle Quittovy klimatické regionalizace.) Nejvyšší průměrné roční teploty bývají v oblasti Vyškovské brány kolem 8,8 °C. Teploty postupně klesají blížíme-li se k vrcholovým partiím Drahanské vrchoviny s průměrnou teplotou 7,5 °C. Pro oblast Vyškovska jsou typické klimatické inverze, zejména v údolích řek a údolích podhůří Ždánického lesa. Typický je častý výskyt mlh a střádání exhalátů. Proto jsou zde i četnější přízemní mrazíky což snižuje příhodnost pro možnost rekreace, zemědělství a zahrádkářství. Území Vyškovské brány je normálně závlažné. Úhrnem 63 % srážek napadá v teplém půlroce a pohybuje se mezi 520–650 mm. Hlavní srážkové maximum bývá v měsíci červenci. A nejméně deštivý měsíc je únor. Počet dnů se sněhovou pokrývkou se pohybuje mezi 40 dny (za rok) v nejnižších polohách a 70 dny v nejvyšších. Na území okresu převládá jihozápadní (35 %) a severovýchodní (25 %) proudění větru.
| Pustiměř – podnebí                                                                | Pustiměř – podnebí | Pustiměř – podnebí | Pustiměř – podnebí | Pustiměř – podnebí | Pustiměř – podnebí | Pustiměř – podnebí | Pustiměř – podnebí | Pustiměř – podnebí | Pustiměř – podnebí | Pustiměř – podnebí | Pustiměř – podnebí | Pustiměř – podnebí | Pustiměř – podnebí |
| Období                                                                            | leden              | únor               | březen             | duben              | květen             | červen             | červenec           | srpen              | září               | říjen              | listopad           | prosinec           | rok                |
| --------------------------------------------------------------------------------- | ------------------ | ------------------ | ------------------ | ------------------ | ------------------ | ------------------ | ------------------ | ------------------ | ------------------ | ------------------ | ------------------ | ------------------ | ------------------ |
| Průměrná teplota [°C]                                                             | −4,4               | −1,4               | 4,0                | 8,5                | 12,9               | 17,9               | 20,8               | 18,2               | 12,7               | 6,4                | 6,3                | −4,3               | 8,1                |
| Průměrné srážky [mm]                                                              | 70                 | 43                 | 18                 | 43                 | 193                | 123                | 115                | 123                | 72                 | 10                 | 46                 | 42                 | 898                |
| Zdroj: Vyškov - Měsíční souhrny z amatérských meteostanic Údaje pro Pustiměř 2010 |                    |                    |                    |                    |                    |                    |                    |                    |                    |                    |                    |                    |                    |

### Ochrana životního prostředí
Na území obce se nacházejí celkem dvě lokality výskytu památných stromů. Před kostelem u hřbitovní zdi je od 10. listopadu 1990 z nařízení Okresního národního výboru Vyškov označen památný strom lípa malolistá (Tilia cordata Mill), která je 22 metrů vysoká s obvodem kmene 420 cm. Druhá lokalita je v obci na rozcestí u kapličky a křížku, kde rostou dvě vzrostlé lípy malolisté (Tilia cordata Mill.) označené za památné z nařízení Městského úřadu Vyškov ze dne 28. srpna 2004.
Na rozmezí katastrů Vyškova a Pustiměře se nachází evropsky významná lokalita zařazená do evropského seznamu z nařízení vlády ze dne 25. dubna 2012 s názvem Letiště Marchanice (CZ 0623370). Lokalita má rozlohu 20,9 ha a předmětem její ochrany je výskyt sysla obecného („Spermophilus citellus“).
Na území katastru jsou registrovány 4 významné krajinné prvky. Jde o lokality : Marchanické údolí („VKP 48“) – potoční niva, Hradisko („VKP 239“) – údolní niva s botanickým významem, Pustiměřské vinohrady („VKP 241“) – stráň s výskytem chráněných a ohrožených druhů, Drysické vinohrady („VKP 243“) – botanická lokalita.

## Obyvatelstvo

### Struktura
V obci k počátku roku 2013 žilo celkem 1698 obyvatel. Z nich bylo 820 mužů a žen o přibližně padesát více (878). Průměrný věk obyvatel města dosahoval 38,5 let. Dle Sčítání lidu, domů a bytů provedeném v roce 2011, kdy v obci žilo 1636 lidí, bylo nejvíce obyvatel (18 %) ve věku od 30 do 39 let. Děti do 14 let věku tvořily 17,5 % obyvatel a senioři nad 70 let úhrnem 6 %. Z celkem 1347 občanů města starších 15 let mělo 39 % nejvyšší ukončené vzdělání úplné střední bez maturity. Počet vysokoškoláků dosahoval téměř 9 % a bez vzdělání byla naopak 0,5 % obyvatel. Z cenzu dále vyplývá, že ve městě žilo 852 ekonomicky aktivních občanů. Celkem 93 % z nich se řadilo mezi zaměstnané, z nichž 80 % patřilo mezi zaměstnance, 3 % k zaměstnavatelům a zbytek pracoval na vlastní účet. Oproti tomu celých 46 % občanů nebylo ekonomicky aktivní (to jsou například nepracující důchodci či žáci, studenti nebo učni) a zbytek svou ekonomickou aktivitu uvést nechtěl. Úhrnem 28 obyvatel města pracovalo v zemědělství, lesnictví či rybolovu, 391 obyvatel zaměstnával průmysl a stavebnictví a dalších 373 pracovalo ve službách. Úhrnem 825 obyvatel obce, tedy téměř polovina, se hlásilo k české národnosti. Dále 370 obyvatel bylo Moraváků a 22 Slováků. Celých 331 obyvatel města však svou národnost neuvedlo.
Vývoj počtu obyvatel za celou obec i za jeho jednotlivé části uvádí tabulka níže, ve které se zobrazuje i příslušnost jednotlivých částí k obci či následné odtržení.
| Místní části (rok přičlenění k obci) | Místní části (rok přičlenění k obci)        | 1791 | 1834 | 1869 | 1880 | 1890 | 1900 | 1910 | 1921 | 1930 | 1950 | 1961 | 1970 | 1980 | 1991 | 2001 | 2011 |
| ------------------------------------ | ------------------------------------------- | ---- | ---- | ---- | ---- | ---- | ---- | ---- | ---- | ---- | ---- | ---- | ---- | ---- | ---- | ---- | ---- |
| Počet obyvatel                       | část Pustiměř                               | 700  | 765  | 864  | 903  | 870  | 892  | 980  | 1020 | 1014 | 810  | 827  | 748  | 745  | 686  | 708  | 704  |
| Počet obyvatel                       | část Pustiměřské Prusy (dříve Německé 1942) |      |      |      |      |      |      |      |      |      | 724  | 775  | 700  | 715  | 722  | 820  | 932  |
| Počet obyvatel                       | část Zelená Hora (dříve Kopčany 1926)       | 117  | 174  | 322  | 420  | 443  | 451  | 571  | 541  |      |      |      |      |      |      |      |      |
| Počet obyvatel                       | celá obec                                   | 817  | 939  | 1186 | 1323 | 1313 | 1343 | 1551 | 1561 | 1014 | 1534 | 1602 | 1448 | 1460 | 1408 | 1528 | 1636 |
| Počet domů                           | část Pustiměř                               | 102  | 132  | 144  | 147  | 155  | 165  | 179  | 187  | 203  | 212  | 212  | 197  | 197  | 221  | 225  | 239  |
| Počet domů                           | část Pustiměřské Prusy                      |      |      |      |      |      |      |      |      |      | 202  | 202  | 197  | 206  | 234  | 253  | 275  |
| Počet domů                           | část Zelená Hora                            | 24   | 34   | 65   | 80   | 90   | 96   | 102  | 106  |      |      |      |      |      |      |      |      |
| Počet domů                           | celá obec                                   | 126  | 166  | 209  | 227  | 245  | 261  | 281  | 293  | 203  | 414  | 414  | 394  | 403  | 455  | 478  | 514  |

Věková struktura obyvatel obce Pustiměř roku 2011
Rodinný stav obyvatel obce Pustiměř roku 2011
Vzdělání obyvatel obce Pustiměř roku 2011

### Náboženský život
Pustiměř je sídlem stejnojmenné římskokatolické farnosti. Ta je součástí Vyškovského děkanátu Olomoucké arcidiecéze v Moravské provincii. Území zdejší farnosti zahrnuje nejen oblast samotné obce, ale také místní části Pustiměřské Prusy a obec Zelená Hora. Do farnosti patří také Ferdinandsko (lovecký zámeček a myslivna). Hlavním duchovním stánkem farnosti je Kostel svatého Benedikta v Pustiměři. Místním farářem je Dr. Josef Beníček.
Při censu prováděném v roce 2011 se 680 obyvatel obce (42 %) označilo za věřící. Z tohoto počtu se 542 hlásilo k církvi či náboženské obci, a sice 263 obyvatel k římskokatolické církvi (16 % ze všech obyvatel obce) a jeden se hlásil k pravoslavné církvi. Úhrnem 569 obyvatel se označilo bez náboženské víry a 650 lidí odmítlo na otázku své náboženské víry odpovědět. Lze tedy konstatovat že mezi věřícími měla římskokatolická církev převahu. I před druhou světovou válkou, se k ní přihlásilo z 1014 obyvatel 997. Což bylo přes 98 % obyvatel obce (v roce 1930).

## Obecní správa a politika

### Místní části
Obec je tvořena dvěma místními částmi, a sice Pustiměří a Pustiměřskými Prusy. Každá z částí tvoří samostatnou základní sídelní jednotku a celá obec vytváří jedno katastrální území pojmenované Pustiměř.

### Zastupitelstvo a starosta

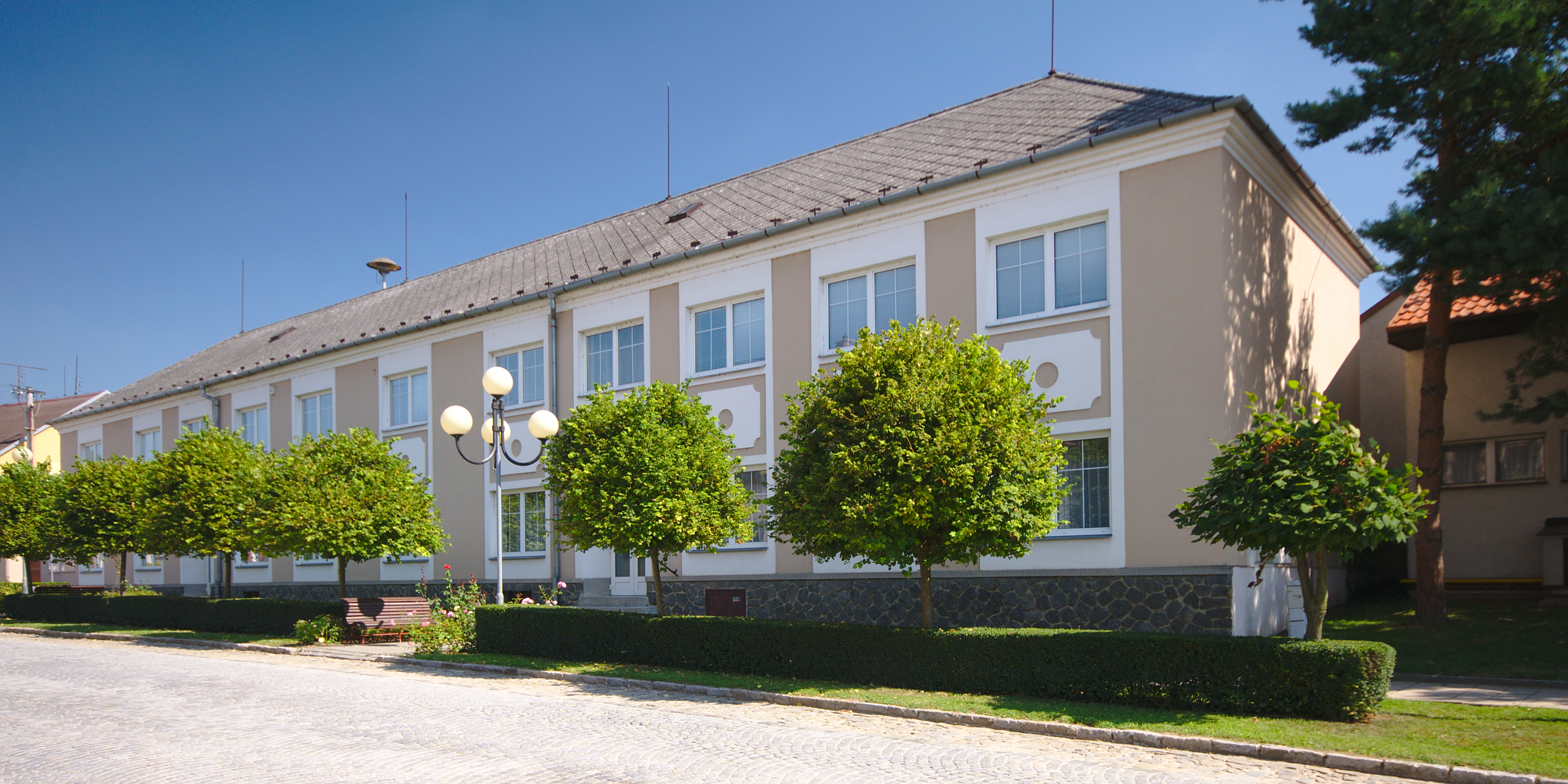
Obecní úřad Pustiměř

Obec má patnáctičlenné zastupitelstvo, v jehož čele stojí starosta. Jím je od komunálních voleb konaných roku 2018 Mgr. Vlastimil Smékal a jeho zástupcem je Peška Lukáš. V těchto volbách kandidovala do zastupitelstva celkem tři uskupení, z nichž všechna byla úspěšná. Nejpočetněji – s 8 mandáty – skončila Česká strana sociálně demokratická (ČSSD), pět mandátů získala Křesťanská a demokratická unie – Československá strana lidová (KDU-ČSL) a dva Komunistická strana Čech a Moravy.
V komunálních volbách konaných v roce 1994 kandidovalo celkem čest uskupení. Nejvíce hlasů tehdy získala KDU-ČSL, která tak obsadila šest křesel v obecním zastupitelstvu. Dalších pět připadlo KSČM a o zbytek se podělily čtyři nezávislí kandidáti. O čtyři roky později si voliči vybírali ze sedmi kandidátek, z nichž nejvíce hlasů získalo „Sdružení nezávislých kandidátů“ a patřilo mu v zastupitelstvu šest míst. Zbylých devět mandátů si mezi sebe rozdělili ČSSD (čtyři), KDU-ČSL (tři) a KSČM (dva). V následujících komunálních volbách konaných roku 2002 kandidovaly pouze tři uskupení. Nejúspěšnější byla ČSSD se ziskem sedmi mandátů. Šest zastupitelů patřilo na základě výsledků voleb KDU-ČSL a zbylé dva KSČM. Pro obecní volby v roce 2006 bylo sestaveny tři kandidátky. Nejvíce mandátů, jako v předchozím volebním období získala strana ČSSD se ziskem sedmi mandátů. Druhý nejvyšší počet mandátů tehdy měla KDU-ČSL (šest) a zbylé dva KSČM.

### Znak a vlajka
Znak obce Pustiměř se patrně vyvinul z pečeti obce, odvozené z erbu vrchnosti, olomouckého biskupství. Na štítě byly umístěny, nahoře tři a dole dva kužely vedle sebe, avšak na rozdíl od biskupství špicemi dolů, nikoli vzhůru. Barvy tohoto znaku nejsou doloženy, jelikož je obec přestala užívat už roku 1850 a dala si na pečeť vyrýt rostlinu s širokým květenstvím ve tvaru deštníku. Tento pečetní obraz nebyl ovšem znakem, nýbrž jenom znamením nové pečeti. Skutečný znak městečka reprezentuje tedy znak s pěti kužely. Jeho barvy lze předpokládat podle erbu biskupství, tj. stříbrné kužely na červeném štítě. U příležitosti 100. výročí posvěcení chrámu sv. Benedikta v Pustiměři roku 2002 byl při slavnostní eucharistii požehnán znak a prapor obce. Znak a vlajka byly obci Pustiměř uděleny usnesením poslanecké sněmovny 7. října 1997 (číslo rozhodnutí 41).
Popis znaku: Na červeném štítě jsou v horní polovině tři stříbrné kužely vedle sebe, obrácené hrotem dolů, v dolní polovině dva podobné kužely, hrotem dolů obrácené.
Popis vlajky: Červený list se třemi bílými žerďovými klíny s vrcholy ve středu listu a dvěma bílými klíny s vrcholy na vlajícím okraji a se základnami mezi vrcholy žerďových klínů. Poměr šířky k délce listu je 2:3.

### Členství ve sdruženích
Obec Pustiměř se řadí mezi členy dobrovolného svazku obcí Mikroregion Melicko, jež má sídlo právě v Pustiměři a dbá o rozvoj zdejšího regionu ve vzájemné spolupráci členských obcí. A patří také do místní akční skupiny s názvem „MAS Na cestě k prosperitě“. Skupina čítá 30 obcí jižního okraje Olomouckého kraje spolu s Vojenským újezdem Březina a má především za úkol zlepšení kvality života ve venkovských oblastech a posílení ekonomického potenciálu členských obcí.

## Hospodářství

### Zemědělství a ostatní prvovýroba
Pustiměř je z historického hlediska hlavně obcí zemědělskou. Na pozemcích bývalého velkostatku, který obhospodařoval 260 ha orné půdy a 860 ha lesa se od konce 19. století za farskou zahradou a kostelem pěstoval chmel a vinná réva (cca 2 ha). Půdu zde měl pronajatu vyškovský cukrovar, který na ní pěstoval cukrovou řepu. Po parcelaci v roce 1924 tu zůstal zbytkový statek a 40% půdy byl rozdělen a rozprodán zájemcům z obce a blízkého okolí.
Změny nastaly po socializaci zemědělství kdy se přešlo na kolektivní zemědělskou výrobu. Tyto změny na počátku 50. let 20. století vedly k založení jednotného zemědělského družstva Pustiměř. V roce 1972 se družstvo sloučilo s družstvy Radslavice a Zelená Hora pod jednotný název „Mír“. Vzniklo tak pět sdružených lokalit (s Podivicemi a Drysicemi), které tak kopírovali původní rozlohu středověkého pustiměřského panství, jež nově rozděluje dálnice D46 z Olomouce do Vyškova. V tomto období bylo JZD největším zaměstnavatelem v obci.
Po majetko-právním přerozdělení (po roce 1989) je zemědělská výroba v areálu bývalého JZD zastoupena podniky Morava Pustiměř (družstvo) a sdružením ZEPUS Pustiměř. Tito následovníci zaniklého družstva se nadále zabývají rostlinnou a živočišnou výrobou. Morava Pustiměř obhospodařuje 1210 ha zemědělské půdy, z toho na katastru Pustiměře 371 ha. Živočišná výroba je zastoupena uceleným chovem prasat a rostlinná výroba zase na pěstování ječmene, máku, cukrovky, kukuřice a pšenice. Dále pak udržuje tradici pěstování vinné révy na jižních svazích Drahanské vrchoviny. Společnost ZEPUS Pustiměř vznikla v roce 1993 a obdělává 650 ha půdy z toho 537 na katastru obce. Živočišnou a rostlinnou výrobu má obdobnou jako podnik Morava.

### Průmysl

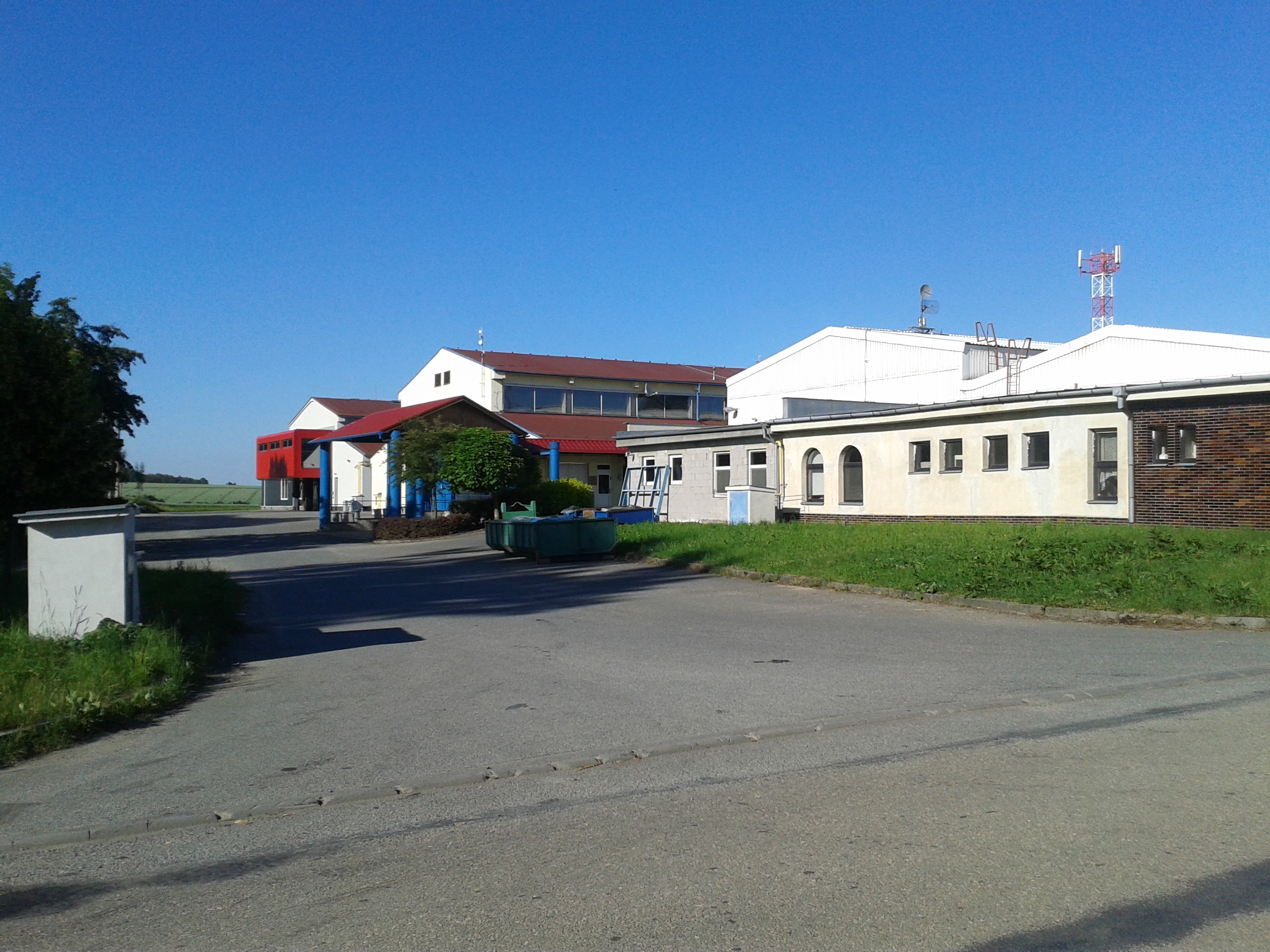
Průmyslová zóna Pustiměř

Průmyslová výroba v Pustiměři se nachází v blízkosti zemědělského areálu při silnici 3. třídy č. 0462. V této průmyslové zóně je soustředěno 5 firem: Izolační skla, a.s. (izolační skla), D-Klima, s.r.o. (komponenty pro vzduchotechniku), V.A.P.K., s.r.o. (výroba kouřovodů), DREPOS s.r.o. (výroba dřevěných palet a beden, pila), NorWit, s.r.o.(stavební mechanizace).
Podle statistiky hospodářské činnosti za rok 2013 je v obci 241 podnikatelských subjektů a 137 subjektů bez registrovaných zaměstnanců. Občané nejčastěji podnikají ve zpracovatelském průmyslu, v maloobchodě a velkoobchodě, v opravách a údržbě motorových vozidel či v oboru stavebnictví. V Pustiměři je jeden střední podnik s počtem zaměstnanců nad 50 osob, 9 malých podniků s 10–50 zaměstnanci a 21 mikro podniků s méně jak 10 lidmi.
Celková výměra katastru je 1250 ha. Z toho 1031 ha je zemědělská půda, 35 ha lesní půda, 29 ha zastavěná plocha a 7 ha je vodní plocha. Zbytek je označen jako ostatní plochy.
Míra registrované nezaměstnanosti v roce 2011 činila celkem 8,69 % z toho 8,25 % byli muži a 9,23 % ženy.

### Služby
Občanům obce je k dispozici ordinace praktického lékaře pro dospělé, pro děti a dorost a také ordinace zubního lékaře. Mezi další služby v obci patří: dům s pečovatelskou službou, prodejna potravin, pobočka České pošty, kadeřnictví, železářství, knihovna s veřejnou internetovou stanicí, mateřské centrum, klempířství, pokrývačství, tesařství, kosmetika, sklenářství a zeměměřičská firma. Veřejnou administrativu zde krom pošty a poštovní novinové služby zajišťuje také farní úřad s matrikou, kde je možné si nechat ověřit listiny, vyřídit nové občanské průkazy, realizovat svatbu apod. Pustiměř je též kontaktním místem „Czech Pointu“, kde je možné si nechat vyžádat výpis z rejstříku trestů, výpis z katastru nemovitostí, výpis z živnostenského rejstříku nebo bodový výpis řidiče.

## Doprava

### Silniční doprava
Katastrem obce prochází dálnice D46 (Vyškov – Olomouc), Pustiměř se nachází mezi dvěma exity na této silnici a to: Exitem 2 (Vyškov – východ) a bližším Exitem 8 (Drysice). Tato dálnice je součástí mezinárodní silnice E462 (Brno – Olomouc – Český Těšín – Krakov). Druhou nejdůležitější silnicí pro obec je silnice třetí třídy 0462 (Žešov – Brodek u Prostějova – Vyškov) propojující města Vyškov a Prostějov. Obcí dále vedou silnice III/4281 (Ivanovice na Hané – Pustiměř), III/37731 (Pustiměř – Podivice – Brodek u Prostějova) a III/37729 (Dědice u Vyškova – Pustiměř).

### Železniční doprava

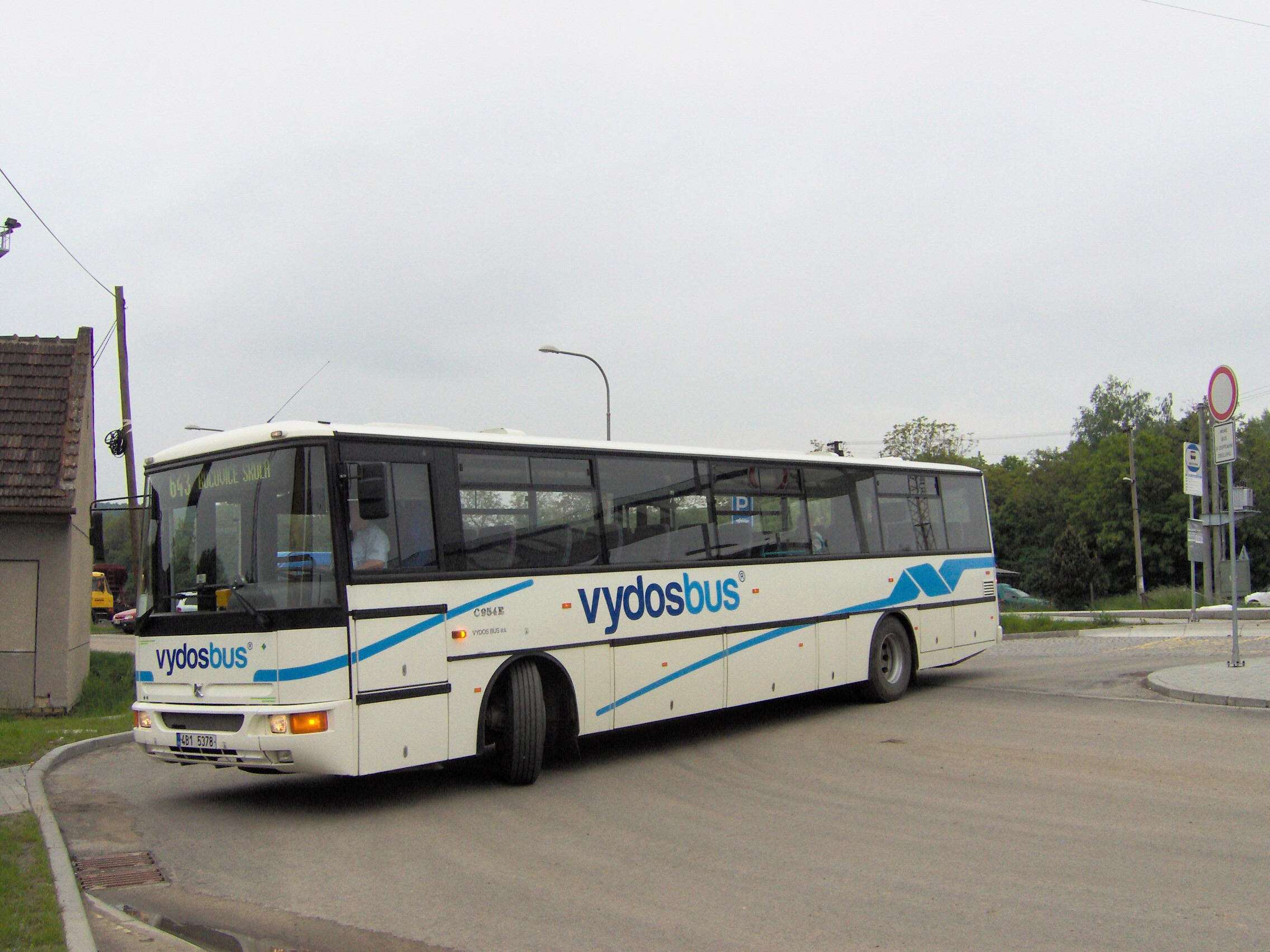
Autobus společnosti VYDOS BUS a.s.

Územím pustiměřského katastru neprochází žádná železniční trať. Nejbližší železniční stanicí je hlavní nádraží ve Vyškově vzdáleném cca 5 km od Pustiměře a druhou nejbližší je železniční stanice v Ivanovicích na Hané vzdálených asi 6 km. Oběma městy prochází železniční trať č. 300 Brno-Přerov. Pro obyvatele obce se jeví jako výhodnější využívat železniční stanici ve Vyškově, se kterým má obec Pustiměř na rozdíl od Ivanovic přímé autobusové spojení, autobusy s tarify a smluvními přepravními podmínkami IDS JMK navíc zastavují přímo před vlakovým nádražím.

### Veřejná doprava
Veřejná autobusová doprava je v obci nejvýznamnější složkou zdejší regionální přepravy osob. Na území se nachází sedm autobusových zastávek a to: U kříže, Rozcestí, Náves, Základní Škola, Pustiměř, Kamenolom a na okraji katastru Vyškov–Letiště. Dopravu přes Pustiměř zprostředkovají celkem čtyři dopravní společnosti: VYDOS BUS a.s. (Vyškov), FTL – First Transport Lines a.s. (Prostějov), Tourbus a.s. (Brno) a Arriva Morava a.s. (Olomouc). Nejčastějším cílem obyvatel Pustiměře jsou Vyškov, Brno a Prostějov. Lidé do těchto měst nejčastěji dojíždějí za prací, vzděláním, zdravotní péčí a kulturními akcemi.

### Letecká doprava
Na jihu katastrálního území obce, mezi dálnicí D46 a silnicí III/0462 se nachází veřejné vnitrostátní letiště Vyškov. Letiště bylo na tomto místě zbudováno vojenskou správou v roce 1936. Za druhé světové války bylo letiště využíváno a rozšiřováno německou Luftwaffe. Po válce je letiště zaregistrováno pod organizací Aeroklub Vyškov. Plocha letiště má travnatou vzletovou a přistávací dráhu o délce 1280 metrů. K dráze přiléhá speciální úsek silnice pro motorová vozidla. Je také vybaveno hangárem, provozní budovou a řídící věží. Aeroklub provozuje převážně kluzáky, ultralighty a motorová letadla.

## Společnost

### Školství

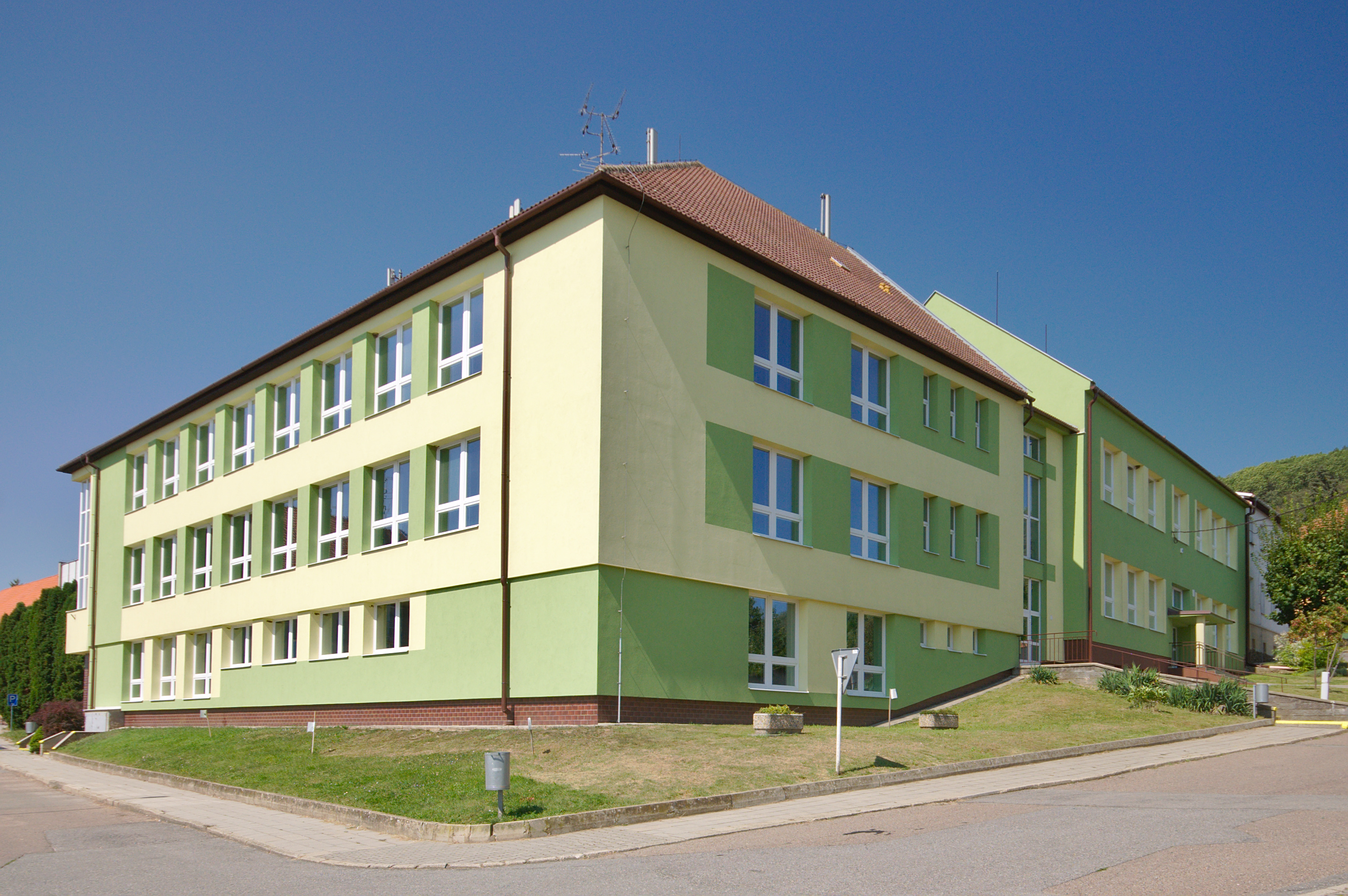
Základní škola

V 11. století byla Pustiměř důležitým vojenským a správním střediskem na Moravě. Byla též náboženským a kulturním centrem při hrazeném kostelu a rotundě. Lze proto předpokládat že v blízkosti kostela byla zřízena církevní škola. V roce 1340 byl v obci zřízen klášter a pravděpodobně i klášterní škola. Tato škola je písemně doložena v roce 1401. Klášterní škola přetrvala až do zániku kláštera v roce 1588. Poté byla škola opět církevní školou pod správou městečka Pustiměř. V roce 1635 školní budova i farní kostel vyhořely. Obnoveny byly za přispění tehdejšího duchovního správce olomouckého biskupství kardinála Ditrichštejna. Škola zůstala pod správou církve až do reforem Marie Terezie, tedy do poloviny 18. století. Tehdy byl poprvé vydán školní řád a o školství se začal více zajímat stát. V této době škola stávala ve farní zahradě. Nová škola byla postavena na stejném místě v roce 1826. Tato škola byla jednopatrová a měla jednu učebnu v patře a učitelský byt v přízemí. V této jediné třídě se střídalo přibližně 140 žáků z Pustiměře, Německých Prus, Zelené Hory, Radslavic a Radslaviček. Další škola byla postavena v roce 1885 a byla čtyřtřídní. V roce 1916 byla dostavěna další školní budova se čtyřmi třídami, která byla rozšířena v roce 1922 na pětitřídní. Tato dvoubudovní škola přestala kapacitně stačit již v roce 1927 a muselo se učit i v obecním domě v Německých Prusích. Od roku 1930 tak vznikla v Pustiměři Měšťanská škola zvaná „Masarykova smíšená“. Po roce 1949 byla Obecná škola přejmenována na „Národní školu“ a měšťanská na „Střední školu“. V roce 1953 došlo ke sloučení škol a vznikla tak Osmiletá střední škola s rozdělením na první a druhý stupeň. Po deseti letech své činnosti se změnila na školu základní devítiletou. Od roku 1993 se škola stala samostatným subjektem. Dnešní školu navštěvuje cca 220 žáků z Pustiměře a okolí. Škola má deset učebních tříd, z toho sedm jich je v hlavní budově, kde jsou učebny chemie, fyziky, přírodních věd, cizích jazyků, výpočetní techniky, výtvarné výchovy, hudební a tělesné výchovy. V budově naproti jsou tři třídy prvního stupně, družina, jídelna a cvičná kuchyně.
V obci má svou pobočku i Základní umělecká škola Ivanovice na Hané, která zde započala svou činnost v roce 1994. Bylo to po zrušení vyškovské pobočky ZUŠ, jež zde působila v osmdesátých letech 20. století. Žáci školy jsou v současnosti vyučováni v hudebním a výtvarném oboru a své učebny mají v budově obecního úřadu a v budově bývalé školní družiny. Školu v Pustiměři navštěvuje v průměru 160 žáků ve věku od 5 do 18 let. Škola pravidelně pořádá koncerty a účastní se výtvarných výstav a také vypomáhá ostatním organizacím v obci s pořádáním kulturních akcí.
O žáky předškolního věku se zde stará Mateřská škola Korálek. Školka sídlí ve dvou budovách kterým se říká „Dolní“ a „Horní“ a je pod správou Základní školy v Pustiměři. Instituci v průměru navštěvuje 80 dětí o které se stará šest pedagogických pracovnic.

### Kultura

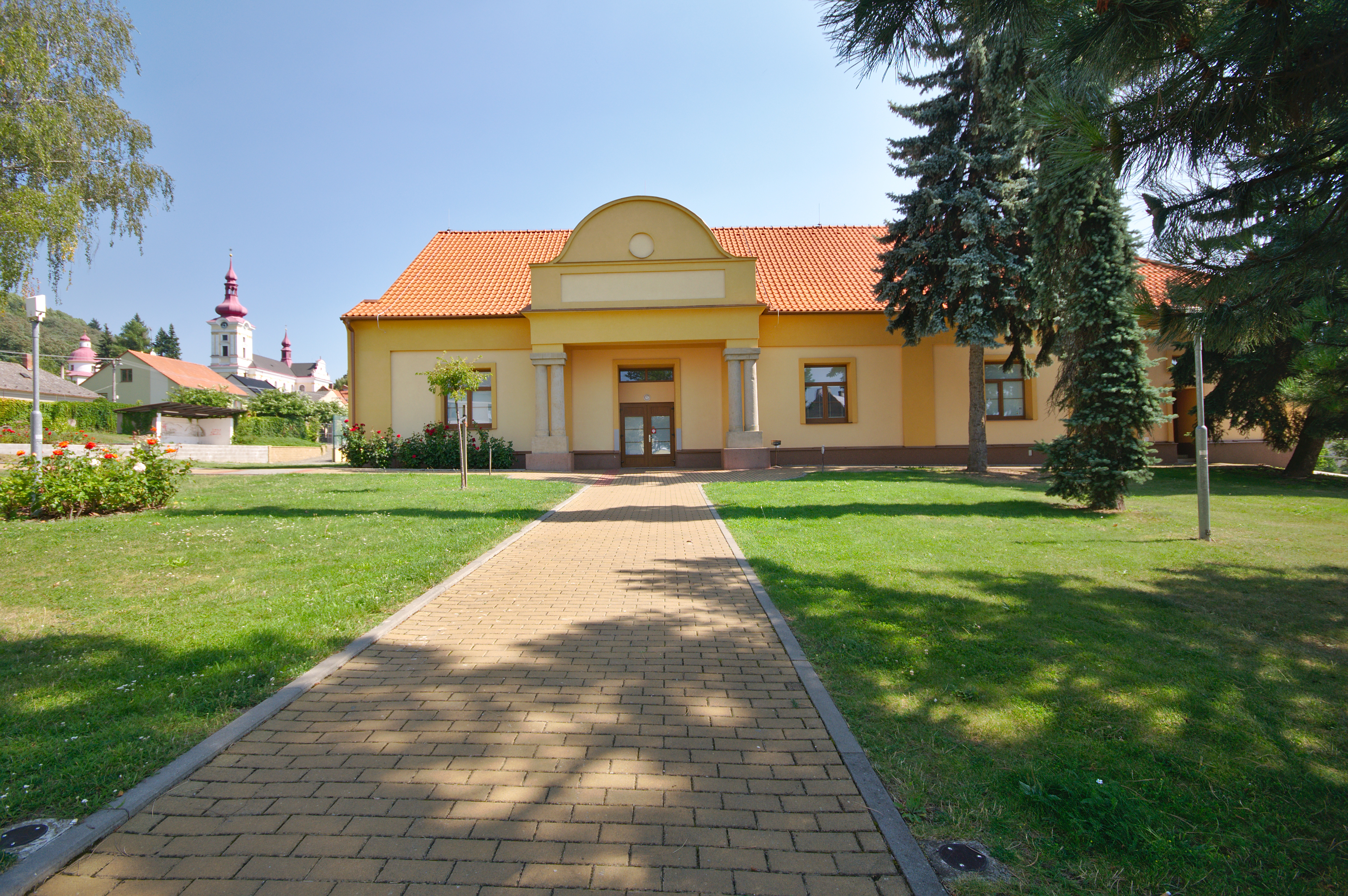
Kulturní dům (bývalá sokolovna)

K účelům kulturního vyžití slouží v obci zrekonstruovaná sokolovna (Kulturní dům) situovaná v horní části návsi. Sokolovna byla postavena v letech 1929 až 1932. V roce 2004 byla ve velmi špatném stavu. TJ sokol v té době neměl finance na opravu ani na provoz, proto přešla pod správu obce. V anketě si lidé odhlasovali zachování budovy, která byla následně v roce 2009 kompletně zrekonstruována. Slavnostní otevření proběhlo v prosinci. Při této příležitosti byla odhalena pamětní deska bývalému sokolskému náčelníkovi Miroslavu Tyršovi. V objektu byl kompletně opravený sál, přibyly tři klubovny a toalety. Opravena byla i stará tělocvična s lezeckou stěnou.
V budově obecního úřadu je zřízena místní knihovna, která byla založena čtenářským spolkem roku 1896. V současnosti je knihovna otevřena pro veřejnost po tři dny v týdnu. Knihovna má k zapůjčení přibližně 6000 titulů a nabízí též meziknihovní vypůjčení knih. Na rozšíření knižního fondu přispívá obec částku 20 tisíc korun za rok. Knihovna má 28 studijních míst a dva počítače s možností připojení na internet.

### Sport
Sportovní tradice v Pustiměři byla započata založením „Sokola“ v roce 1908. Zpočátku měl Sokol jen několik málo členů, kteří cvičili nejdříve pod širým nebem, později v tělocvičně pustiměřské školy. Vlastní nová sokolovna byla postavena na místě bývalého kláštera, později biskupského velkostatku v roce 1932 pro rozrůstající se členskou základnu. Druhá organizace „Cvičící jednota Orel“ byla založena v následujícím roce 1933 a čítala 121 zakládajících členů. Během války obě organizace měly pozastavenou činnost a „Orel“ byl posléze rozpuštěn a svou činnost již neobnovil. Nová organizace vznikla v roce 1957 pod záštitou ČSTV s názvem „Tělovýchovná jednota Sokol Pustiměř“. Tato organizace zažila svůj rozmach v 60. letech 20. století, kdy začaly vznikat nové sportovní oddíly. Pod záštitou TJ Pustiměř vznikly během působení organizace kluby kopané (1933), házené, sportovní gymnastiky, volejbalu, atletiky, stolního tenisu (1983), cyklistiky, kulturistiky, sportovního lezení (1994), nohejbalu (2000) a kuželek. Tyto vznikající kluby se zapojovaly do okresních a krajských soutěží se střídavou úspěšností. Oddíl kopané se v roce 2006 vyčlenil v samostatný fotbalový klub s názvem „Fotbalový klub Pustiměř“. Oddíl dnes (2014) hraje v soutěži „Vyškovský okresní přebor“. V té době bylo i zmodernizováno hřiště a zázemí pro fotbalisty a také sokolovna, která je dnes (2014) v majetku obce.
Obec Pustiměř ze západu protíná jedna značená cyklotrasa IV. třídy s číslem 5041. Tato trasa začíná v okresním městě Vyškov a vede převážně severním směrem přes Dědice, Radslavice, Pustiměř, Zelenou Horu, Podivice do Brodku u Prostějova. Dále pak pokračuje podél dálnice D46 přes Dobrochov, Vranovice, Dětkovice do Určic kde končí. Pokud jde o turistické značení tak do obce žádná značka nevede. Pro pěší turisty byla v roce 2013 zřízena Naučná stezka Melice čítající pět zastavení o délce 6,5km. Stezka je označena tagglisty s 2D kódy, které lze načíst mobilním telefonem. Stezka turisty seznamuje s Kostelem svatého Benedikta, historií Pustiměře, hradem Melice, přírodou v okolí, větrnými mlýny a Hradiskem Zelená Hora.

## Pamětihodnosti

### Kostel a okolí
První Kostel svatého Benedikta byl založený 15. září 1395. Tato středověká stavba s gotickým presbytářem byla dostavěna až koncem 16. století. V roce 1635 celý vyhořel a následně byl obnoven. Koncem 19. století se začaly na klenbě kostela objevovat trhliny. V roce 1896 musel tak být uzavřen a posléze stržen i se samostatně stojící zvonicí. Stavba nového kostela byla započata v únoru roku 1900. To vše pod patronací olomouckého arcibiskupa prof. ThDr. Theodora Kohna. Stavba kostela trvala necelé dva roky. Nový kostel byl hotov a předán v červenci roku 1901 a v neděli 24. července jej benedikoval rajhradský prelát Benedikt Jan Karel Korčian. Nynější kostel se stal v roce 2001 kulturní památkou. Kostel je obdélná stavba typu trojlodní baziliky se zvonicí, hranolovou věží a dvěma symetrickými sakristiemi po stranách presbyteria. Během Druhé světové války byl kostel poškozen střelbou. Novou fasádu dostal ihned po válce a pak až v roce 1998. U kostela stojí nejstarší dochovaná budova v obci, Pustiměřská fara. Mohutná obdélníková stavba s valenými klenbami z konce 18. století. Podle ústní tradice má fara vchod zhotovený z náhrobku bývalého správce benediktinského kláštera.

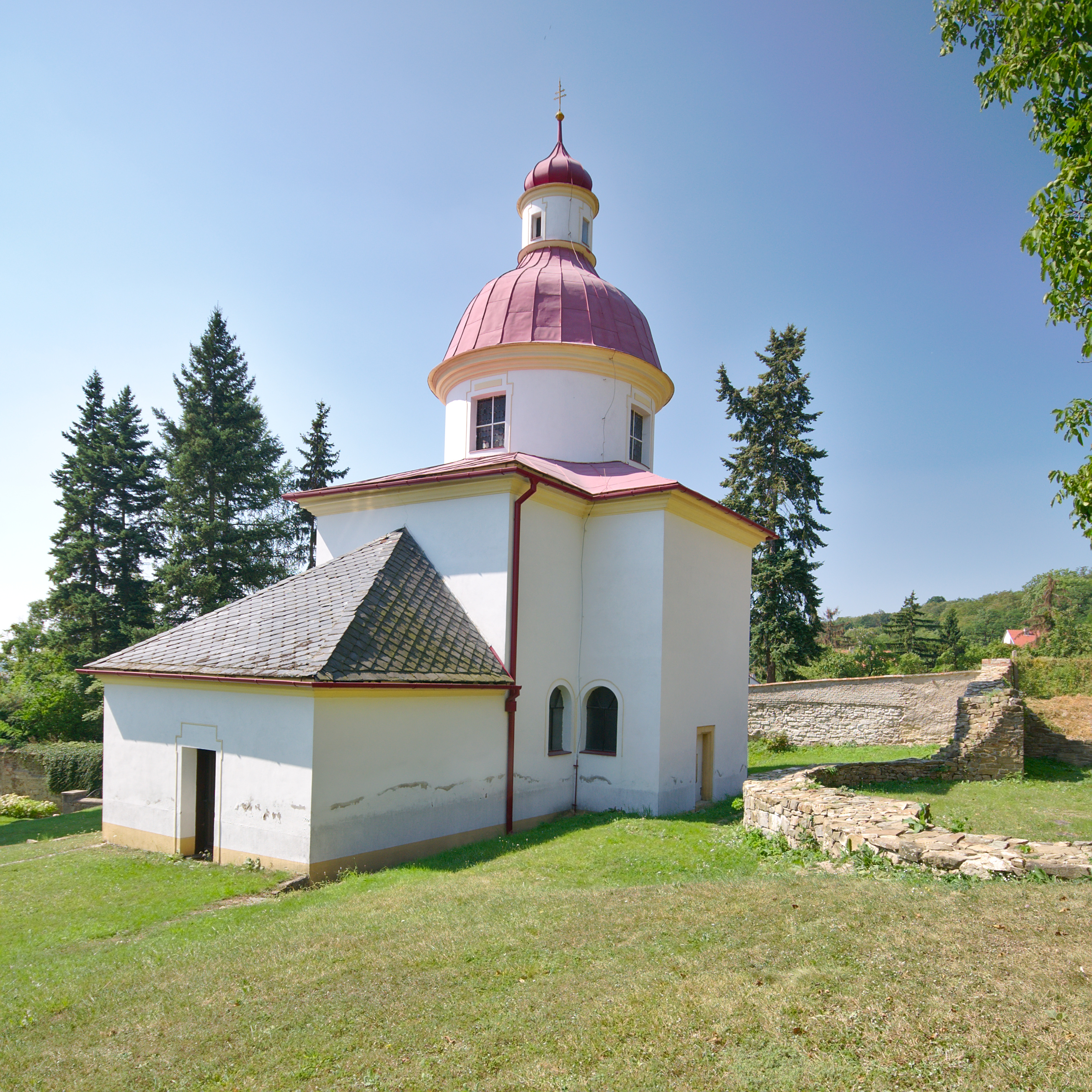
Kaple svaté Anny (uprostřed), zbytky Rotundy svatého Pantaleona (vpravo) a Getsemanská zahrada (zcela vlevo)

V těsné blízkosti za kostelem jsou pozůstatky románské rotundy sv. Pantaleona z roku 1085. I když první věrohodná zmínka o existenci rotundy je z roku 1232. Při založení kláštera v roce 1340 byla rotunda z počátku kostelem klášterním a to do doby než byl postaven nový kostel. Podle písemných zpráv zde byl pohřben v roce 1351 zakladatel pustiměřského kláštera olomoucký biskup Jan Volek. K rozebrání rotundy došlo kolem roku 1821 a dodnes se dochovalo nepatrné torso z její lodi. Zbytky rotundy jsou dnes situované nad dnešní kaplí svaté Anny a jsou součástí poutního místa.
Kaple svaté Anny je třetí církevní stavba na nezvykle malém prostoru, která byla postavena ve 14. století, pravděpodobně biskupem Janem Volkem. Kaple v roce 1635 vyhořela a obnovena byla ještě za kardinála Františka z Ditrichštejna. Kaple je postavena na základech starší stavby na půdorysu řeckého kříže. V roce 1694 měla společnou sakristii s rotundou. Dnešní podobu má kaple z roku 1820. Na přelomu 19. a 20. století kaple sloužila po 6 let jako farní kostel. Kaple je poutním místem a kulturní památkou.
U kaple se nachází Getsemanská zahrada, jež je dokladem gotického sochařství. Sošky Krista, svatého Jana, Petra a Jakuba z 15. století, které bývaly naproti vchodu kaple ve výklenku „Getsemanské zahradě“, jsou zrestaurovány a uloženy v depositáři olomouckého arcibiskupství. To proto aby se zabránilo odcizení.

### Zřícenina hradu Melice

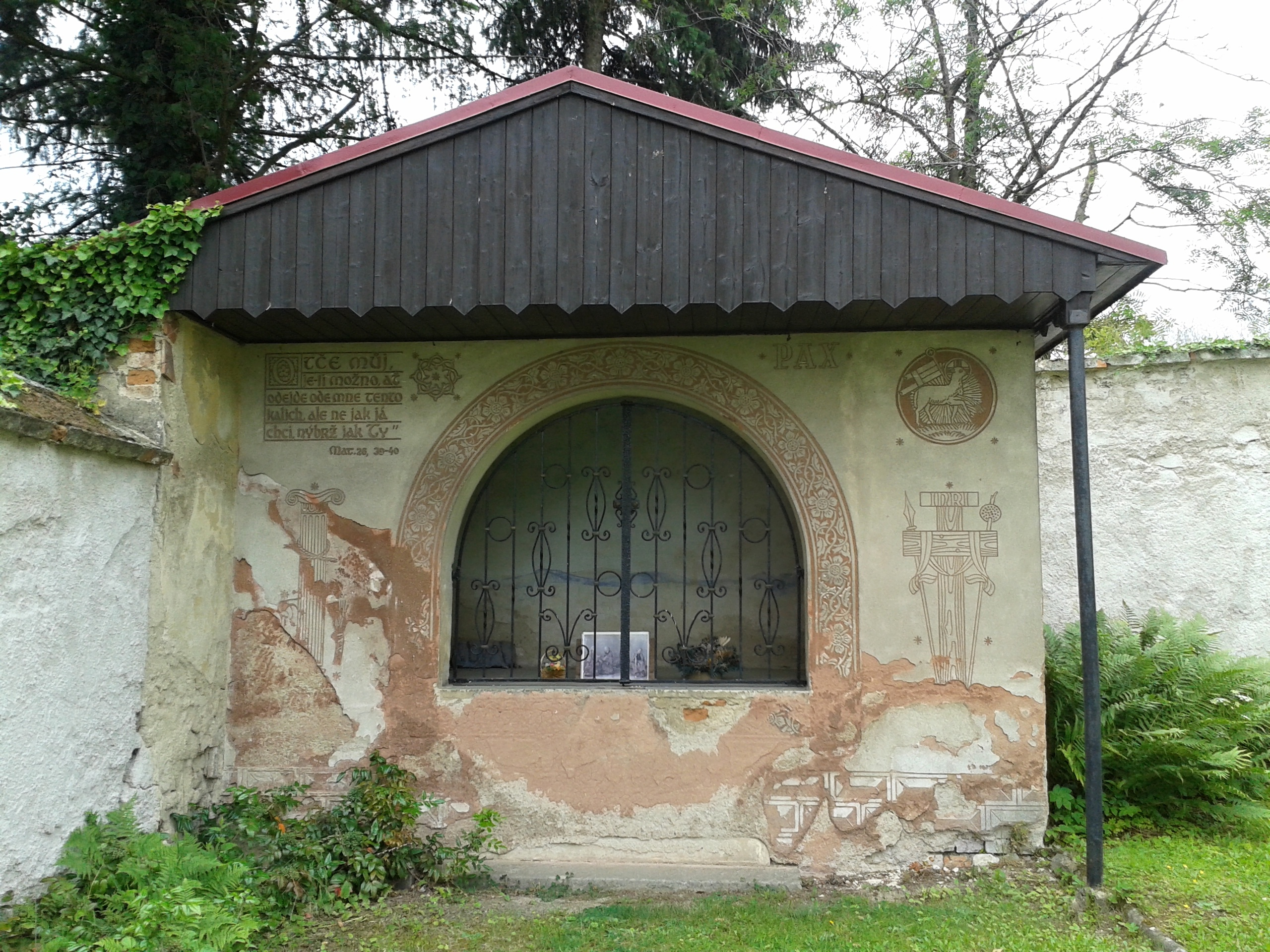
Getsemanská zahrada

Zřícenina hradu Melice se poprvé jako hrad objevuje v listinách roku 1339. Stavitelem byl olomoucký biskup Jan Volek. Hrad byl opatřen kaplí, kterou dostavěl až Janův nástupce biskup Jan Očko z Vlašimi, což potvrdil nález kamenného erbu roku 1898 a při vykopávkách z let 1931–1938 se toto tvrzení jen potvrdilo. Z hradu se stalo reprezentativní sídlo olomouckých biskupů, kteří pokračovali ve vybavování interiérů. Hrad zanikl v dobách husitských válek. V roce 1439 se hrad již uvádí jako rozbořený. Zbytky hradu leží necelé 2 km daleko, v lese mezi Pustiměří a Drysicemi. Zbytky hradu jsou ve vojenském prostoru a přístup je povolen jen o víkendech, vede k němu značená Naučná stezka Melice.

### Pustiměřský klášter
V Pustiměři stával benediktinský klášter. Tento zaniklý klášter byl jediným ženským klášterem řehole benediktinské na Moravě. Klášter byl založen 30. září 1340 biskupem Janem Volkem. O další rozkvět pustiměřského kláštera se zasloužily abatyše Hilarie, která se uvádí v letech 1356–1377 a Juta uvádějící se v letech 1383–1400. Po ukončení husitských válek začal význam kláštera upadat. Podle listiny ze dne 21. září 1588 papež Sixtus V. klášter zrušil a daroval klášterství jezuitské koleji olomoucké. Z původního kláštera se zachovaly pouze zbytky rotundy.

### Ostatní památky
Mezi ostatní drobnější památky v obci patří: Kříž u rozcestí do Melic z roku 1866 jehož zakladatelem byl František Spisar. Rustikální sousoší svatého Jana Nepomuckého na návsi z roku 1735. Barokní kříž s mariánským reliéfem u sokolovny z roku 1783. Barokní kříž z roku 1839 stojící před bývalou budovou dolní školy. Smírčí kámen zasazený u plotu hájenky z roku 1553. Barokní sousoší Kalvárie z roku 1879 postavené na popud poslední vůle morem zemřelých manželů Spisarových. Zvonice se sochami svatého Jana Nepomuckého a svatého Floriana z 18. století. Kříž u cesty vedoucí do polí z roku 1838. Boží muka zasažená v roce 2005 bleskem na křižovatce zaniklých cest od Křižanovic do Radslavic. Kříž u cesty na Drysice s letopočtem 1804. Barokní kříž u kostela z roku 1769. Dům v Horním dvoře č. p. 18. Stodola v Horním dvoře č. p. 33. Sokolovna č. p. 38.

## Osobnosti
S obcí jsou spjaty tyto osobnosti:
- Matěj Sedláček (1827–1904), spoluzakladatel vyškovské Hané, první sbormistr spolku Haná a učitel[67]
- Jan Funtiček (1856–1931), pedagogický spisovatel, školský inspektor[68]
- Petra Pospíšilová (1887–1936), pedagožka, malířka a umělecká knihařka
- Karel Růžička (1859–1900), autor školských učebnic a učitel na pustiměřské škole v letech 1884–1900
- Tomáš Špidlík S. J. (1919–2010), Kardinál a Čestný občan obce[69]
- Vojtěch Procházka (1890–1946), učitel, filozof, historik a autor děl o Pustiměři
- František Vaculík (1864–1941), katolický kněz, sběratel lidových písní a tanců, vlastivědný pracovník
- Jan Zháněl (1900–1970), zubař, vyškovský muzejník a archeolog
- Alois Spisar (1874–1955), přední teolog církve československé husitské
- Benedikt Korčian (1840–1912), rajhradský opat a člen Panské sněmovny
- František Knap (1890–?), autor knihy „Hanák na vojně a v revoluci“
- Antonín Trnavský (1924–2010), operní pěvec a divadelník
- Karel Knesl (1942–2020), pustiměřský rodák, čs. fotbalový reprezentant